# Дорохово (Рузский городской округ)
До́рохово — посёлок (до 2005 — посёлок городского типа) в Рузском районе Московской области России, административный центр сельского поселения Дороховское.
Постановлением Московской областной Думы от 28 апреля 2016 года посёлку присвоено почётное звание «Населённый пункт воинской доблести».

## Физико-географическая характеристика

### Географическое положение
Посёлок Дорохово расположен на территории Дороховского сельского поселения (и является его административным центром), в 86 км к западу от Москвы. Территория населённого пункта расположена в пределах Восточно-Европейской равнины, преимущественно на Смоленско-Московской возвышенности.
В основном явно выраженных холмов, возвышенностей и неровностей в окрестностях посёлка Дорохово не присутствует.

### Гидрография

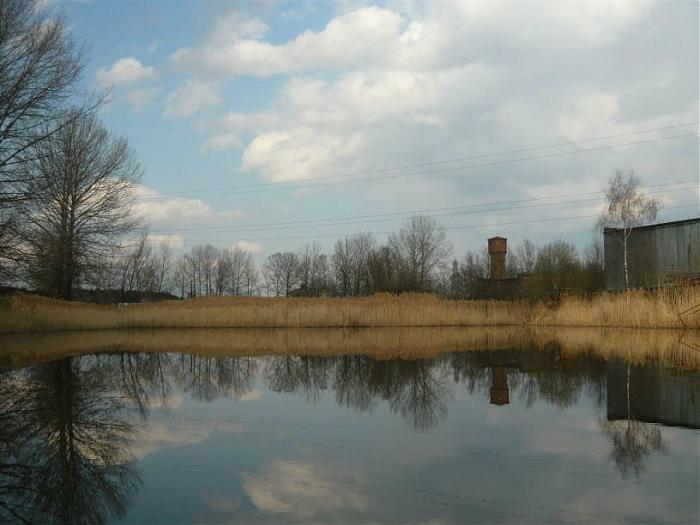
Заводской пруд

Посёлок Дорохово является местом истока двух рек, имеющих течение в противоположные стороны, — Зуёвки (исток в западной части / течение на юго-запад) и Капанки (исток у Комсомольской улицы в восточной части посёлка / течение на юго-восток к Минскому шоссе).
Также по всему Дорохову разбросаны многочисленные пожарные пруды и дренажные каналы. Самые крупные водоёмы расположены ближе к центру (резервуары и пожарные пруды при Нефтебазе) и в западной части (Заводские, Нижние и Почтовый пруды). Последние расположены в долине Зуёвки.
Заводские пруды — водоёмы на территории бывшего Стекольного завода. Ранее имели функциональную нагрузку и были специально вырыты в течении Зуёвки. В настоящее время состояние прудов ухудшается (сильные загрязнения, близкое расположение к бетонному заводу). Нижние пруды — расширения на речке Зуёвке на границе посёлка Дорохово и садоводческого товарищества «Алмаз». Ниже по течению расположен водоём (уже не входящий в официальную черту посёлка) — Почтовый. Этимология названия пруда достоверно неизвестна. Также в центральной части посёлка существует пруд с неизвестным названием. В просторечии его именуют «Субочевским» (в связи с тем, что близ него расположен магазин «Продукты» ИП Субочев А. В.)

### Климат
Расчёты и данные метеорологической станции Можайска и станций Москвы
Климат умеренно континентальный. Ярко выражены все времена года. Средняя температура января −6 °C (днём) и −12 °C (ночью), июля +23 °C (днём) и +13 °C (ночью). Осадки: около 695 мм в год. Среднегодовое количество солнечных дней — 56 суток. Период с положительной среднесуточной температурой воздуха составляет чуть более 200 дней. Средняя продолжительность периода с отрицательной среднесуточной температурой около 150 дней. Средние значения влажности воздуха: минимальные — 63 % (май) и 84 % (декабрь).

### Часовой пояс
Дорохово находится в часовом поясе, обозначаемом по международному стандарту как Moscow Time Zone (MSK). Смещение относительно Всемирного координированного времени UTC составляет +3:00.

### Растительность
В черте Дорохова (новой; установленной в 2005 году после присвоения статуса ПСТ) в настоящее время преобладают городская, жилая и промышленная застройки. В восточной части на Комсомольской улице расположен небольшой сосновый массив, принадлежащий Верейскому лесхозу. Также близ посёлка расположен смешанный лес.
Для жилой и городской застройки характерны посадки тополя, лип, берёзы, дубы и сирени
Окрестностям Дорохова присуща растительность средней полосы России с умеренным климатом. В частности, в полях и лугах встречаются распространённые в Московском регионе цветковые (ромашки, погремки, клевер, колокольчики, лютик, васильки и пр.) и злаковые (ежа, пырей, тимофеевка и пр.). В лесных массивах (смешанные леса) встречаются лиственные: берёза, осина, ольха, дуб и хвойные: ель, сосна.

### Животный мир
Орнитофауна
Орнитофауна, как и весь животный мир, представлена в полном объёме лишь в окрестностях Дорохова. Представители орнитофауны окрестностей посёлка совпадают с орнитофауной средней полосы России. В больших количествах встречаются дрозды, соловьи, сороки, галки и вороны. Также в лесах обитают кукушки, дятлы, зяблики.
Животные
В окрестностях Дорохова обитают полёвки, зайцы, ежи, кроты, землеройки.

## Население
| 1939  | 1959  | 1970  | 1979  | 1989  | 2002  | 2006  |
| ----- | ----- | ----- | ----- | ----- | ----- | ----- |
| 5668  | ↘5549 | ↗5753 | ↘5555 | ↘5286 | ↘4349 | ↗4400 |
| 2010  | 2021  |       |       |       |       |       |
| ↘3688 | ↗4497 |       |       |       |       |       |

## История

### Этимология
Первое название «Посёлок станции Шелковка» было связано с расположением станции внутри посёлка и близкое расположение деревни Шелковки (которая существует и поныне). В 1914 году посёлок был переименован в Дорохово (в честь героя Отечественной войны генерала Ивана Семёновича Дорохова). 29 октября 1812 г. партизанский отряд, которым командовал И. С. Дорохов освободил Верею. Скончался И. С. Дорохов в 1815 г. от ран, полученных во время Отечественной войны, похоронен в Верее. Непосредственным поводом для увековечения памяти героя послужило, очевидно, 100-летие его кончины, а выбор Шелковки был обусловлен её тесной связью с Вереей: эта станция обслуживает город, а в прошлом относилась к Верейскому уезду.

### До Великой Отечественной войны
Дорохово возникло как поселение, расположенное около железнодорожной станции Шелковки после её открытия в 1870 году. Поселение носило название «посёлок (при) станции Шелковка» 44 года, и в 1914 году остановочный пункт и новый посёлок переименованы в Дорохово. В 1938 году поселение получает статус посёлка городского типа.

### Период ВОВ
26 октября 1941 года в ходе сражения под Москвой 5-я армия Западного фронта перешла в наступление на Дорохово.

### Современное Дорохово
Сегодня в посёлке имеются более трёх площадок, отделение Сбербанка, салоны сотовых связей, такие как МТС, Мегафон, Теле2. Две парихмахерские находятся на станции. Там же есть школа МБОУ СОШ, старшая и младшая. Имеется музыкальная школа. Есть клуб со всякими дополнительными занятиями. Работают люди на заводе LG Electronic.

## Органы власти
См. также — Сельское поселение Дороховское (Рузский район)

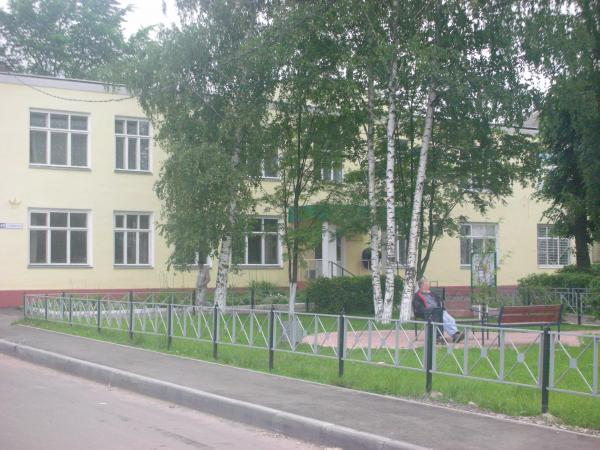
Здание администрации Дорохова на Невкипелого, 49

Посёлок Дорохово является административным и территориальным центром Дороховского сельского поселения — составной части Рузского района. Сельское поселение образовано в 2005 году и в настоящее время насчитывает 48 населённых пунктов.
Администрация Дороховского СП расположена на улице Невкипелого, дом 49. В Администрации работает глава Дороховского СП Сергей Владимирович Субочев, а также заседает Совет депутатов, в состав которого входит 9 депутатов и 1 председатель Совета депутатов (О. В. Дубов).
Также при Совете Депутатов созданы 4 специальные постоянные комиссии Совета депутатов, в состав которых входят сами депутаты:
- Комиссия по вопросам жилищно-коммунального хозяйства и благоустройства (2 члена и председатель)
- Комиссия по вопросам экономики, предпринимательства, землепользования, бюджета и местным налогам (2 члена и председатель)
- Комиссия по вопросам образования, здравоохранения, социальной защиты, культуры и спорта (2 члена и председатель)
- Комиссия по вопросам работы Совета депутатов, регламенту и процедурам (мандатная комиссия) (2 члена и председатель).

## Официальные символы
С 2007 года официальными символами посёлка Дорохово (как центра сельского поселения) и Дороховского СП назначены герб и флаг Дороховского сельского поселения.
Флаг утверждён 1 октября 2007 года и внесён в Государственный геральдический регистр Российской Федерации с присвоением регистрационного номера 3592. Художник — Фефелова О. А.; руководители проекта флага — К. Ф. Мочёнов и М. Ю. Медведев.

## Экономика и промышленность
В советское время градообразующими предприятиями посёлка были стекольный завод (ныне именуемый «Достек» (сокращение от Дороховский стекольный [завод]), производивший аптекарскую, парфюмерную посуду, стеклотару и стекловолокно (в настоящее время не функционирует по направлению), а также Дороховский Опытно-механический завод (по адресу: ул. Московская, 8)
С сентября 2006 года близ Дорохова, у деревни Шелковка, работает крупный сборочный завод компании LG Electronics (производство бытовой техники). С лета 2007 года рядом с Минским шоссе функционирует новый современный складской комплекс, основным арендатором которого является LG Electronics.
Немаловажными для Дорохова являются завод железобетонных изделий «Устой» (производство свай, переходных плит и других элементов, используемых при строительстве мостов), дороховская мебельная фабрика (закрыта уже очень давно) и дороховская нефтебаза «Моснефтепродукт-НЕФТО» (улица Невкипелого, 85)
В Дорохове открыто несколько продуктовых сетей. Среди них есть такие как Дикси (два магазина в посёлке), Пятерочка. Открыта ярмарка выходного дня (ООО Виктория), сеть магазинов «Хозтовары» и «Автозапчасти» (ИП Субочев А. В), магазин Связной и др.

## Инфраструктура и социальная сфера

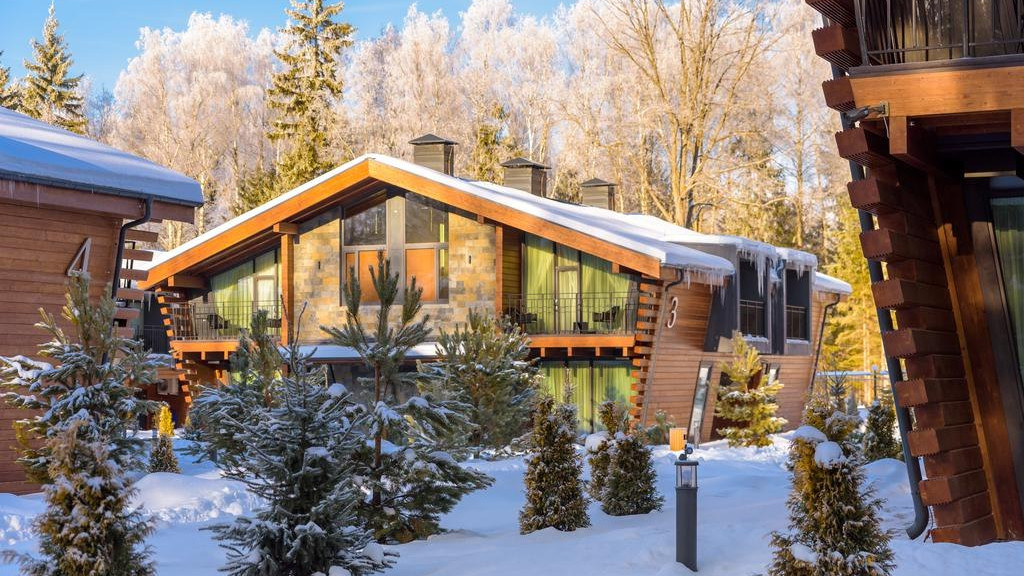
Кемпинги туристического комплекса посёлка Дорохово

Инфраструктура посёлка за последние годы поменялась в лучшую сторону: были проложены асфальтированные дороги, установлены фонари на улицах, построены новые современные дома и магазины. Спортивные объекты в посёлке Дорохово расположены в 3 местах: «Стадион» (на Школьной улице, западная часть посёлка), на улице Стеклозаводская «Хоккейная коробочка» (центральная часть посёлка, рядом с Домом Культуры), в которой летом можно играть в футбол. 3-е место расположено на Стеклозаводской улице вблизи со стекольным заводом. Там расположен Спортзал.
В Дорохове хорошо развита сфера развлечений и отдыха. Рядом с Автовокзалом находится ресторан «ДЕ ЖА ВЮ», над Дикси на 3-м этаже расположен суши-бар «7-я», а рядом со спортзалом — ночной клуб и баня.
На улице Невикпелого расположен офис Сбербанка № 2577/037.

## Транспорт

### Железнодорожный
Сообщение между Москвой и Можайском по Смоленскому направлению МЖД. До Москвы — 75 км.
Время движения от Белорусского вокзала — около 1 часа 35 минут (около 1 часа 10 минут на поезде Регион-экспресс «РЭКС».
На станции одна пассажирская платформа берегового типа и одна пассажирская платформа островного типа. Вокзал располагается к северу от путей (на Привокзальной площади); переход от него к платформам и через пути осуществляется по пешеходному мосту, соединяющий северную и центральную части Дорохова (Привокзальная площадь, улица Невкипелого) и южную часть (Большой переулок, Большая улица, Лесная улица, Московская улица).

### Автобусный
Автобусное сообщение с Рузой (№ 22), Вереёй (№ 32), Кожином от автовокзала на Привокзальной площади.

### Частный автомобильный
От Москвы до посёлка Дорохово можно добраться на автомобиле по Минскому шоссе М1, далее по Первомайской улице (к западной части Дорохова) или по Комсомольской (от «Дороховского Круга») к восточной части по направлению в Рузу.
Дорохово расположено на Можайском шоссе А100, Московском большом кольце А108.

## Наука и образование
Библиотеки

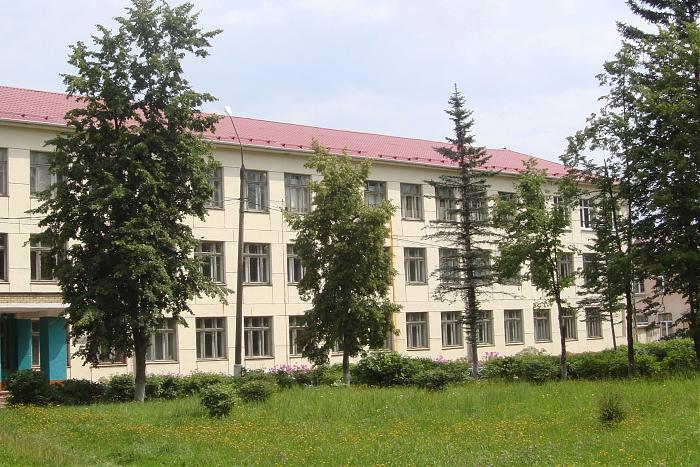
Средняя школа

На территории посёлка Дорохово расположено 2 библиотеки: Дороховская сельская библиотека и Дороховская детская сельская библиотека.
Дороховская школа и школа искусств
На Школьной улице (в западной части посёлка) расположены средняя образовательная, начальная и художественные школы. В настоящее время в школе обучается 390 учащихся.

## Общество

### Правоохранительные органы
В Дорохове расположено ОМВД по Рузскому району — отделение полиции Дорохова (ОМВД РФ по Рузскому району ГОМ Дорохово).
Отделение полиции расположено на Школьной улице (в квартале между Красной улицей и улицей Невкипелого), в западной части посёлка, недалеко от центра Дорохова.

### Преступность
За 1-й квартал 2013 года официально зафиксировано 6 преступлений на территории Дорохова и Дороховского сельского поселения. Из них шесть было раскрыто. Также в начале 2013 года выявлено 201 административное правонарушение.
Зачастую дороховчане, трудовые мигранты, а также прибывшие гости посёлка на краткий срок пребывания нарушают Уголовный кодекс РФ (в частности, статьи 115 «Умышленное причинение лёгкого вреда здоровью» и 116 «Побои»).

### Здравоохранение
На территории посёлка расположены поликлиника и отдел скорой помощи.

### Культура
Сфера культуры и развлечений в Дорохове развита не достаточно полно. В настоящее время из культурных организаций функционирует только Дом культуры (на Стеклозаводской улице).
В ДК «Дорохово» работает 7 кружков: изучение иностранного языка, моделирование, искусство и прочие. Всего секции посещает 157 человек.
Активную культурную деятельность ведёт дороховская библиотека. Она организует вечера настольных игр для всех желающих, а также тематические вечера, посвящённые известным писателям и другим деятелям культуры и искусства. Раз в месяц в библиотеке проходят «библионочи», посвящённые просмотру фильмов с дальнейшим их обсуждением. Вход на все мероприятия свободный.

## Спорт
В Дорохове есть спортивные секции.
Футбол: (тренер: Шелепень А. Г.) Лучшие воспитанники на настоящее время-Оленев А., Хайбулаев М., Фанин А.
Хоккей: (тренер: Романенеко В.) Лучшие воспитанники на настоящее время — Субочев В. (тренируется в «Спартак-Дорохово», «Драгуны» Можайск и «Искра» Одинцово), Дернов С. , Москалев А.
Теннис и др.

## Архитектура

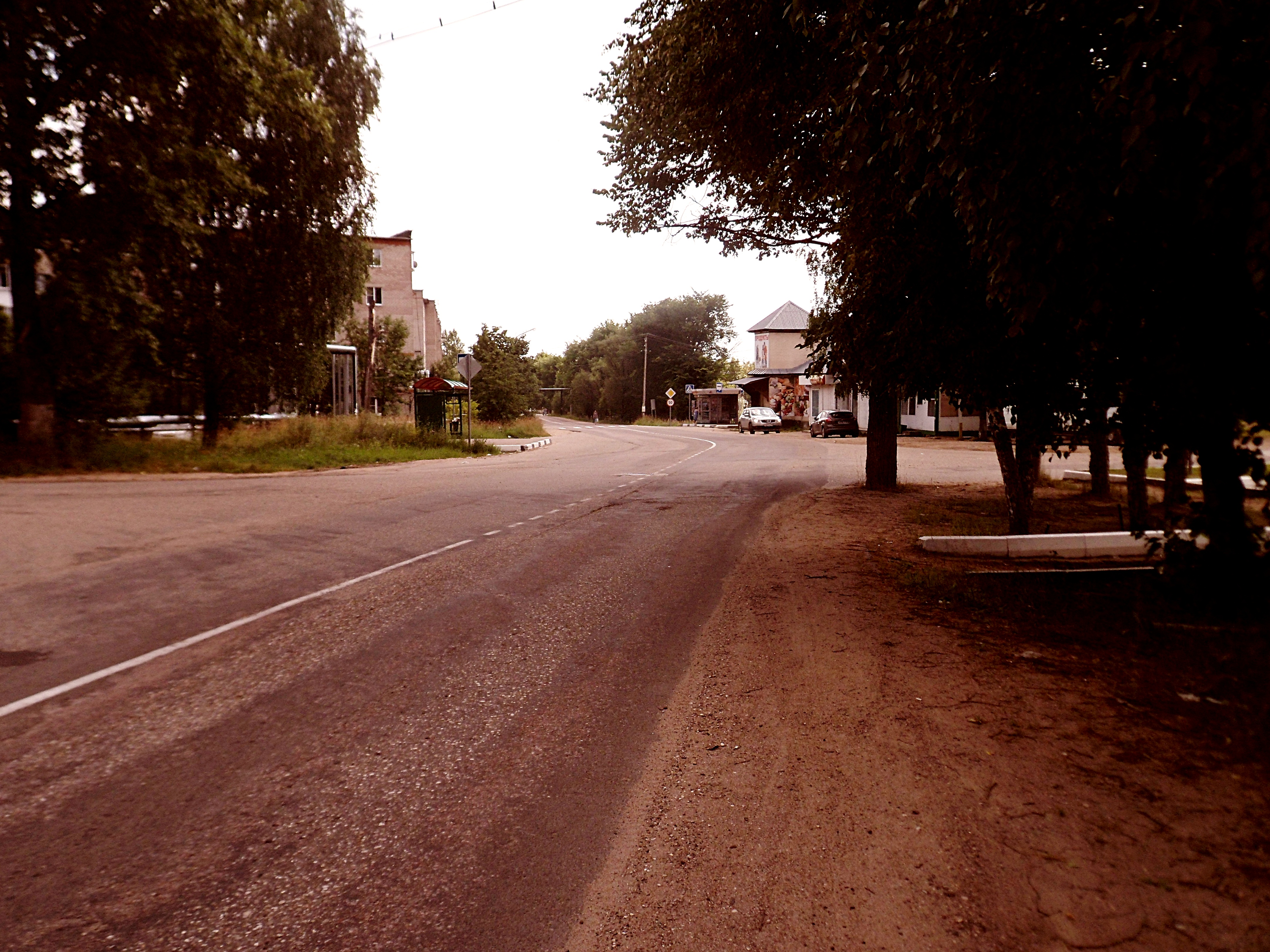
Улица Виксне

Застройка в посёлке плотная, компактная; возводилось и сооружалось Дорохово вокруг главного стержня — железной дороги и станции Дорохово (ранее — Шелковка).
Архитектура Дорохова: жилые кирпичные или деревянные дома высотностью менее трёх этажей, многие из которых были построены более полувека назад (и реконструированы в конце двадцатого века). Многие деревянные дома из бруса облицованы кирпичом. В районах с городской застройкой (улица Виксне; Стеклозаводская улица) характерны невысокие многоквартирные панельные жилые дома (ул. Виксне, дома 2а, 14, 16, 18, 20, а также Спортивный переулок, дома 22 и 24) и кирпичные многоквартирные жилые дома (Школьная, 21а, 21б и 16а).
Дворы в деревне в районах с частной застройкой во многих случаях имеют П-образную планировку, имеют деревянные или металлические ворота/ограду. Ближе к центру участков расположены плодовые сады, огороды, разбиты цветники. Ближе к улицам расположены жилые дома.

### Планировка

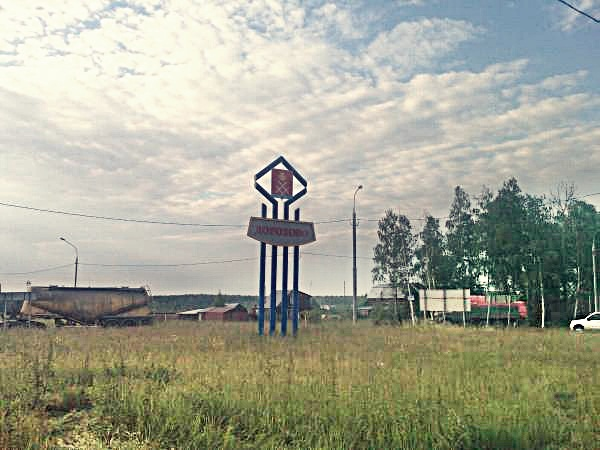
Дороховский круг

В настоящее время в Дорохове расположены 43 улицы. Планировка посёлка имеет радиально-кольцевую структуру. В кольцо замкнуты Стеклозаводская улица (западная часть), Школьная улица (юго-западная часть), улица Невкипелого и Привокзальная площадь (на юге).
Далее кольцо проходит участками: улица 40-летия Октября (от Комсомольской улицы до улицы Некрасова), улица Некрасова, улица Кузовлёво).
Главные радиальные улицы: 1-я Советская улица (проходит из центра в сторону Бетонки к Рузе), Комсомольская улица (участок Малого Московского кольца; проходит по восточной границе Дорохова), улица Виксне (проходит от 1-й Советской улицы до Кожина и Старого Николаево), Первомайская улица (западный участок Малого Московского кольца), Московская улица (улица проходит в форме буквы «Г» от Шелковки к Комсомольской улице.
На перекрёстке Можайского шоссе и Малого Московского кольца организовано круговой движение — «Дороховский Круг»).

### Достопримечательности
Посёлок Дорохово является историко-военным населённым пунктом. В городе находятся мемориалы, посвящённые героической борьбе Красной Армии в Великой Отечественной войне.
На Стеклозаводской улице, д.19, корп.1 (западная часть посёлка) расположен Дом культуры Дорохово.
Военный мемориал расположен рядом с Администрацией посёлка Дорохово, в северной части Вокзальной площади. Здесь похоронен Герой Советского Союза, лётчик Георгий Невкипелый. Поэтому одна из главных улиц, проходящая рядом с мемориалом, названа именем Георгия Невкипелого. Мемориал является братским захоронением погибших в ВОВ. Мемориал включает в себя восемнадцать черных мраморных плит с именами похороненных солдат. В центре мемориала расположена скульптурная группа двух военных, преклоняющихся к могиле солдата. За их спинами стоит знамя — символ посёлка Дорохово.

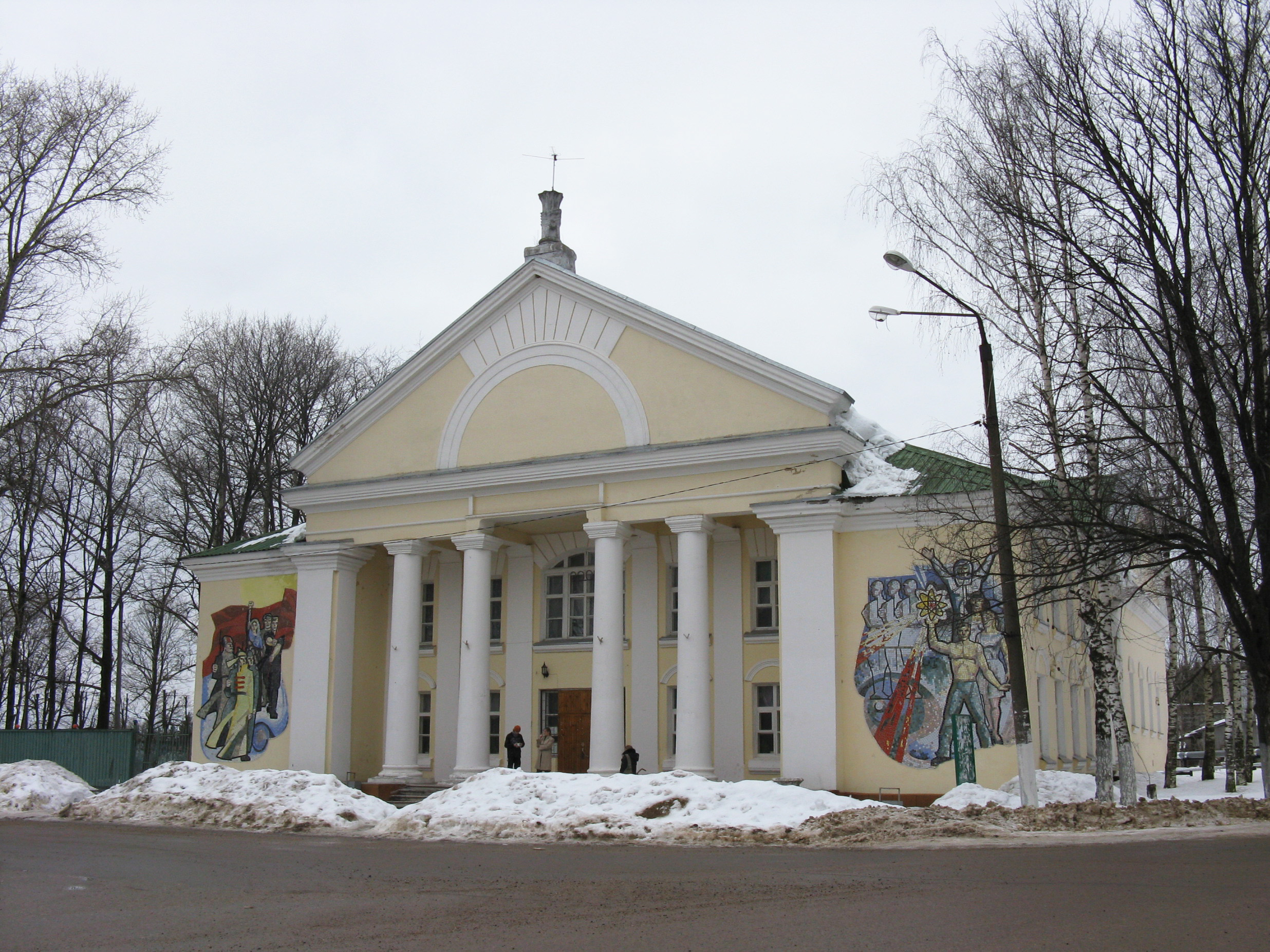
Дом культуры зимой
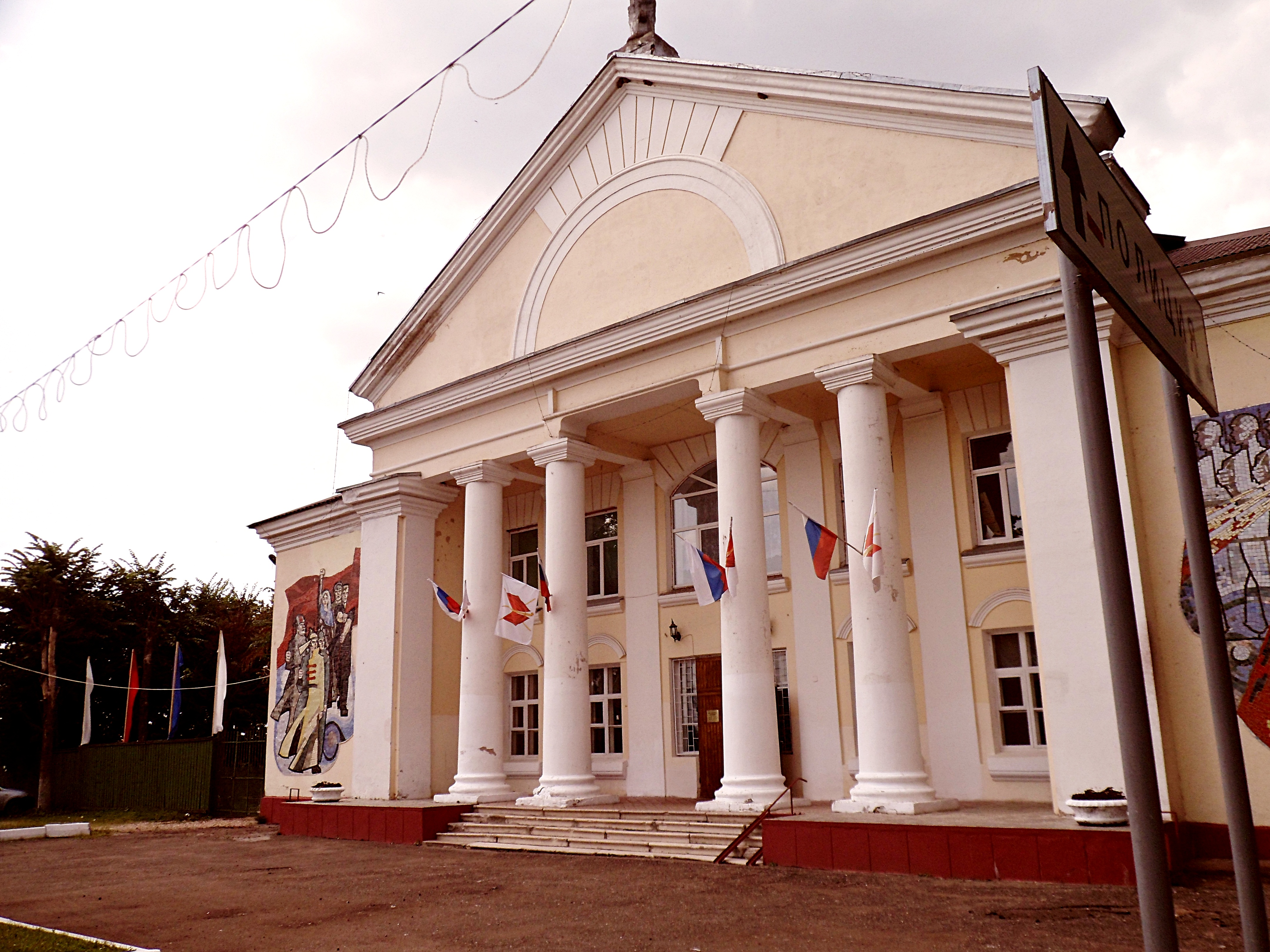
Дом культуры летом
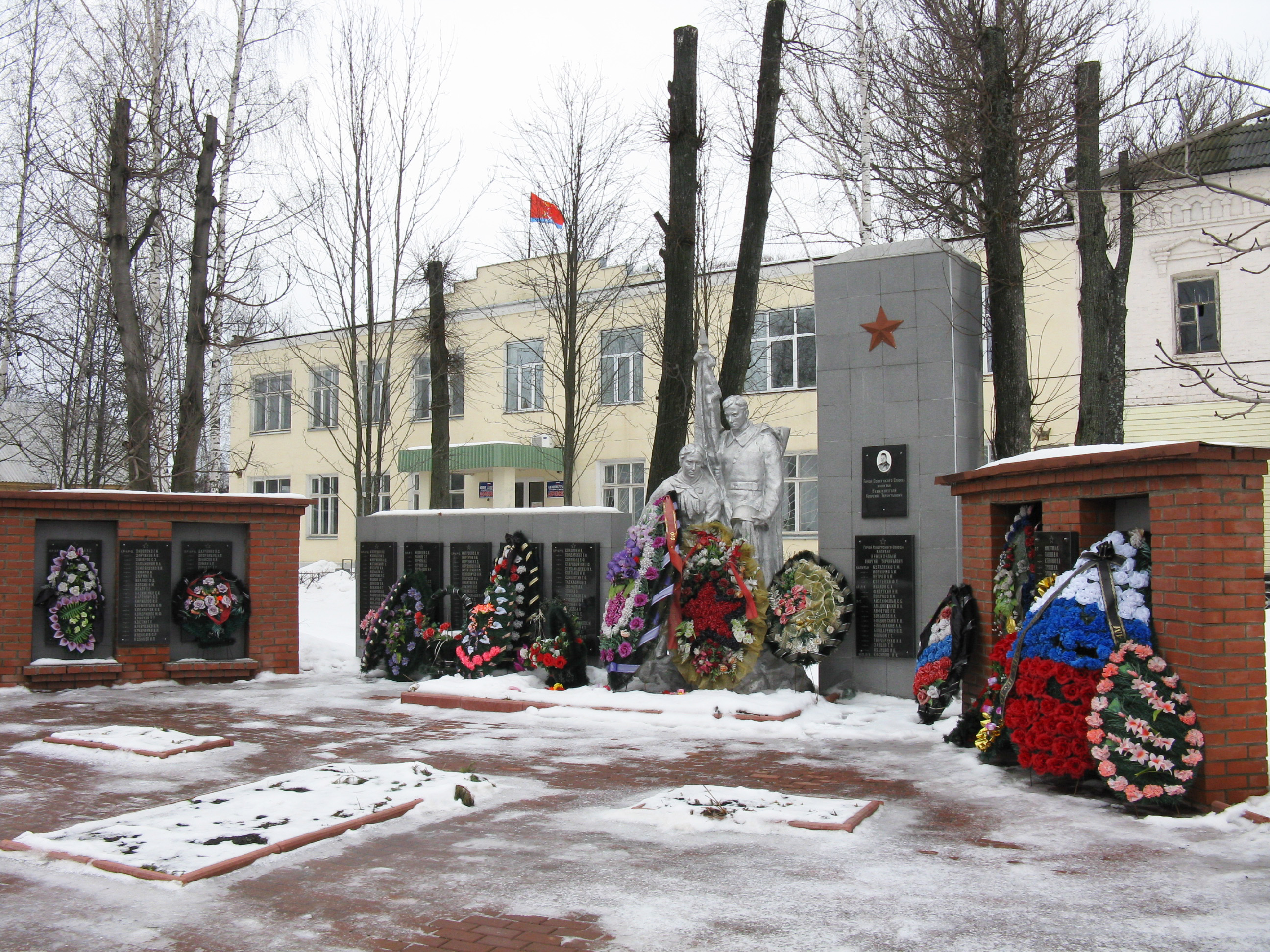
Военный мемориал
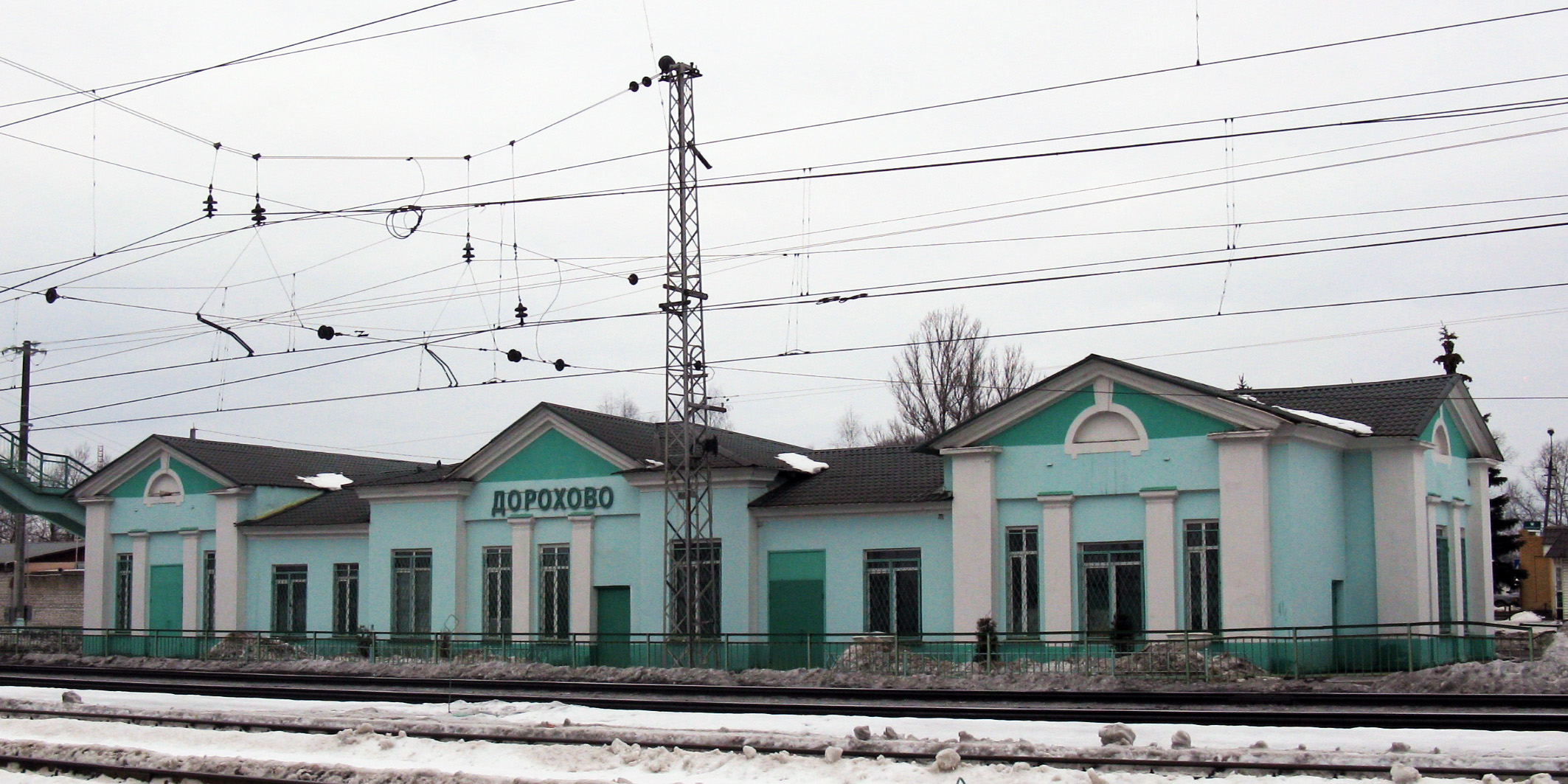
Здание вокзала

## Интернет и связь
Услуги телефонной связи и доступа в Интернет предоставляют операторы Ростелеком, КРЕДО-ТЕЛЕКОМ.
Почтовое отделение № 143161 посёлка Дорохово расположено на Первой Советской улице, дом 9.

## Известные уроженцы
- Адпостенков, Александр Алексеевич (1949—2001) — русский писатель и журналист.

## Интересные факты
- Железнодорожная станция Дорохово ранее именовалась Шелковкой (по соседнему поселению).
- Десятого мая каждый год отмечается день посёлка Дорохово.
- В Дорохово есть дача Лолиты Милявской.